# Reparo (artilharia)
O reparo (vulgarmente também chamado carreta quando está a bordo de um navio), é o suporte de uma boca de fogo para a movimentar e apontar, limitar o recuo e, eventualmente, transportar.